# アビー・テバニアン
アバディス "アビー" テバニアン・ジュニア (Avadis "Avie" Tevanian Jr.) は、アメリカ合衆国のソフトウェア技術者、実業家。
NeXT買収によりApple Computerに入社し、Mac OS X開発の中心人物となった。同じくNeXTからAppleに加わったという経歴を持つスティーブ・ジョブズ、ジョン・ルビンスタインと並び、Apple復活の立役者の一人。

## キャリア
カーネギーメロン大学でMachカーネルの研究開発を行っていた1988年、スティーブ・ジョブズに請われNeXTへ入社。NeXTでは短期間で頭角を現し、ソフトウェア担当副社長となる。1997年、NeXT買収とともにAppleに移り、ソフトウェア担当上級副社長を経て2003年7月から2006年3月までソフトウェア担当最高技術責任者(Chief Software Technology Officer)を務めた。2006年5月よりTellme Networksで、Microsoftにより2007年3月に買収されるまで経営者会議メンバーを務めていた。2009年2月24日より、ドルビーラボラトリーズの社外取締役を務めている。2010年より、フレッド・D・アンダーソンらが設立した、非公開のメディア／テクノロジー専門投資会社Elevation Partnersの取締役である。2015年7月1日、非公開のメディア／テクノロジー専門投資会社NextEquity Partnersを設立した。

## 参考書籍
- ブレント・シュレンダー, リック・テッツェリ 著、井口 耕二 訳『スティーブ・ジョブズ 無謀な男が真のリーダーになるまで』日本経済新聞出版社、2016年。ISBN 978-4532321000 (上), ISBN 978-4532321017 (下)。